# El trotamundos
El trotamundos (Nederlands: globetrotter) is een muurschildering in de wijk Cool in de Nederlandse stad Rotterdam. De muurschildering is in 2007 gemaakt door de  Chileense kunstenaar Jorge Kata Nuñez.
Jorge "Kata" Nuñez werd door het dictatoriale regime van Augusto Pinochet als aanhanger van de opzijgezette democratisch gekozen president Salvador Allende in september 1974 opgepakt, gevangengezet en verbannen. Hij kwam vervolgens als politiek vluchteling naar Nederland en vestigde zich in Rotterdam. Hij zou pas in 2012 terugkeren naar zijn vaderland. In de tussentijd fleurde hij het straatbeeld van een aantal Nederlandse steden op met kleurige muurschilderingen. Een deel daarvan is inmiddels verloren gegaan door beschadiging, overschildering of sloop van de panden. De muurschildering uit 2007 op de zijgevel van de Zwarte Paardenstraat 93 onderging bijna hetzelfde lot, ze was aangetast door weer en wind.
De muurschildering werd gezet op een wijk, die deels het Bombardement van Rotterdam overleefd had. De gebouwen met een hogere nummering vanaf huisnummer 95 aan genoemde straat, waaronder de Duitse Zeemanskerk, werden later in het kader van stadsvernieuwing toch gesloopt.  Er verrees rond 1980 nieuwbouw, dat ter plaatse een teruggetrokken rooilijn kreeg. Er ontstond zo een blinde zijgevel.
De kunstenaar hield in 2018 een tentoonstelling in galerie NIFFO onder het thema Reencuentro (weerzien) en werd toen in de gelegenheid gesteld de muurschildering te restaureren. Tijdens de werkzaamheden werd in Amsterdam zijn Muurschildering Osdorpplein herontdekt, nadat die jaren achter een winkelmuur was verdwenen. De muurschildering in Rotterdam laat van bovenaf een paard in een grasland, een aantal gezichten en weer grasland zien. Nuñez handtekening is te zien in de vrijheidsduif verwerkt in de kop van het paard. De huid van het paard heeft een tekening in de vorm van een wereldkaart; Nuñez beschouwt zichzelf als wereldburger/globetrotter. De gezichten zijn zodanig geschilderd, dat twee en-profiel afgebeelde gezichten samen weer een gezicht vormen. Het grasland onderaan is tot aan grassprietniveau geschilderd. 
De Zwarte Paardenlaan was van oorsprong een laan met omringende tuinen uit de 17e eeuw (Swarte Paertslaan). Later vestigde zich op de hoek met de Binnenweg een stalhouderij, die op de toegangsdeur twee zwarte paarden afgebeeld had. De laan werd in de loop der tijdens steeds verder ingekort en ook de bomen verdwenen. In 1875 verdween ook de aanduiding laan; ze werd een straat.